# Harvionselkä
Harvionselkä är en del av en sjö i Finland. Den ligger i S:t Michel i landskapet Södra Savolax, i den södra delen av landet, 220 km nordost om huvudstaden Helsingfors. Harvionselkä ligger 68 meter över havet.